# L.A.M.F.
| Recensione                    | Giudizio |
| ----------------------------- | -------- |
| AllMusic                      |          |
| Encyclopedia of Popular Music |          |
| Pitchfork                     |          |
| Piero Scaruffi                |          |
| Uncut                         |          |
| Q                             |          |

L.A.M.F. (acronimo di Like A Mother Fucker) è l'unico album di studio del gruppo rock statunitense Heartbreakers, i cui membri comprendevano Johnny Thunders, Jerry Nolan, Walter Lure & Billy Rath. La musica contenuta nell'album è un misto di punk, R&B e rock and roll. L'album venne pubblicato nel 1977 dalla Track Records. La band svolse un ruolo seminale nello sviluppo del primo movimento punk. Thunders e Nolan provenivano dai New York Dolls, influente band proto-punk.
A proposito del provocatorio titolo dell'album, in una intervista del 1977 al mensile britannico Zigzag Thunders disse che esso era stato ispirato dai graffiti spray delle gang delinquenziali di New York. Thunders affermò che le gang scrivevano sui muri la tag "LAMF" dopo il nome della loro banda per delimitare il territorio ed avvertire eventuali intrusi. L'edizione originale in vinile è famigerata per il suo sound "fiacco, confuso ed impastato", nonostante gli svariati tentativi di rimedio in fase di mixaggio.

## Il disco

### Origine e storia
Gli Heartbreakers stavano cercando di ottenere un contratto discografico in America sin dalla loro formazione nel 1975. Il gruppo aveva già molti brani forti in scaletta rifiniti e perfezionati durante le esibizioni live, ma la reputazione di ingestibili tossicodipendenti irrecuperabili di Johnny Thunders e Jerry Nolan aveva sempre tenuto alla larga le varie etichette discografiche.
Alla fine del 1976, Malcolm McLaren, che in precedenza era stato il manager dei New York Dolls, invitò la band a venire in Inghilterra per partecipare all'"Anarchy" Tour dei Sex Pistols, insieme a Clash e Damned (rimpiazzati poi dai Buzzcocks poco tempo dopo l'inizio del tour). Il gruppo accettò l'offerta di McLaren, arrivando a Londra il 1º dicembre '76, lo stesso giorno della celebre partecipazione dei Pistols allo show televisivo di Bill Grundy in prima serata, le cui scandalose conseguenze provocarono la cancellazione di molte date del tour.
Bloccati in Inghilterra con pochi soldi dopo lo stop forzato dell'Anarchy Tour, la band prese in considerazione l'idea di tornare a New York, ma il loro manager, Leee Black Childers, li convinse a rimanere, credendo che avessero maggiori possibilità di successo in Gran Bretagna piuttosto che in patria. Dopo diversi concerti a Londra, la Track Records offrì loro l'agognato contratto discografico.

### Registrazione
La band si preparò alle sessioni per l'album con tre giorni di prove agli Essex Studios alla fine di febbraio, seguiti da due concerti allo Speakeasy Club, che furono registrati per una possibile pubblicazione futura.
Sei brani: All By Myself, Let Go, Get Off The Phone, I Wanna Be Loved, Can't Keep My Eyes On You, e I Love You furono registrate all'Essex con il produttore della Track Speedy Keen. La band si trasferì poi ai Ramport Studios (proprietà degli Who) per incidere altre otto canzoni. Durante una pausa delle sessioni, Pete Townshend invitò gli Heartbreakers ad apparire come comparse nel film Quadrophenia.

### Post-produzione
Le operazioni di missaggio audio dell'album furono problematiche. Il gruppo era scontento del suono confuso ed approssimativo delle tracce; quindi ogni membro preparò la sua versione provvisoria. Ogni mix venne preso in considerazione e poi scartato, il tutto nell'indecisione più totale degli addetti ai lavori e degli stessi musicisti. Le sedute di mixaggio si protrassero fino all'estate del 1977.
Nel frattempo, Chinese Rocks era stata pubblicata su singolo, vendendo circa 20,000 copie, nonostante la sua scarsa qualità sonora. Gli Heartbreakers sarebbero successivamente stati accusati di aver contribuito a diffondere l'uso di eroina presso la scena punk londinese a causa dei contenuti della canzone.

### Pubblicazione e accoglienza
L.A.M.F. venne pubblicato dalla Track Records il 3 ottobre 1977. I critici lodarono la musica ma criticarono aspramente la qualità sonora complessiva del disco.
Apparentemente Jerry Nolan fu concorde con i critici a proposito del sound dell'album. Disse al resto della band che se l'album non fosse uscito con un "mixaggio decente", avrebbe lasciato il gruppo. Nolan lasciò durante un tour in Gran Bretagna, venendo temporaneamente sostituito dal batterista dei Sex Pistols, Paul Cook. Il resto degli Heartbreakers presero in considerazione come sostituti sia Rat Scabies dei Damned che Terry Chimes, ex batterista dei Clash.
La Track Records fallì poco tempo dopo aver pubblicato It's Not Enough come secondo singolo estratto dall'album. La band, con Chimes alla batteria, registrò un nastro demo di London Boys (una caustica risposta al brano New York dei Sex Pistols) e Too Much Junkie Business, come audizione per la EMI nel dicembre 1977, ma il bassista Billy Rath e il secondo chitarrista e cantante Walter Lure tornarono negli Stati Uniti poco dopo, ponendo virtualmente fine agli Heartbreakers.

### L.A.M.F.: The Lost '77 Mixes
Dopo la bancarotta della Track Records, il manager degli Heartbreakers Leee Black Childers prese possesso di tutti i nastri dell'album; dei nastri demo degli Essex Studios, dell'esibizione live allo Speakeasy, e di ogni altro materiale registrato dalla band.
Nel 1982, i diritti sui nastri furono acquistati dall'etichetta inglese indipendente Jungle Records direttamente da Childers. La Jungle convinse Thunders e l'ex bassista dei Generation X Tony James (all'epoca membro dei Sigue Sigue Sputnik) a remixare L.A.M.F., ma il risultato fu accettato con riserva dai puristi non convincendo del tutto.
Johnny Thunders morì nel 1991 e Jerry Nolan lo seguì nel 1992.
Nel 1994, l'amministratore della Jungle Records Alan Hauser scoprì che molti dei mixaggi originali scartati all'epoca dagli Heartbreakers erano molto più rappresentativi delle sonorità proto-punk della band, mentre altri avevano un sound simile a quello del pop anni sessanta. Fu infine stabilito che i problemi di sound della versione originale della Track Records di L.A.M.F. erano da imputarsi alla scarsa qualità del vinile impiegato per lo stampaggio delle copie. Una rara versione in cassetta del disco, pubblicata dalla Track all'epoca, aveva un suono molto superiore a tutto quanto sentito in precedenza.
Gli oltre 300 missaggi dei vari brani furono ridotti ad una lista di 50 tracce, e vari conoscenti e colleghi londinesi di Johnny Thunders, incluse Patti Palladin e la giornalista Nina Antonia, si prestarono per realizzare una nuova versione dell'album. Questa edizione "rivisitata" di L.A.M.F. fu pubblicata su doppio CD con un disco bonus di outtakes, demo, versioni alternative, e le versioni demo di London Boys e Too Much Junkie Business registrate per la EMI.
La prima riedizione intitolata L.A.M.F.: The Lost '77 Mixes fu pubblicata dalla Jungle nel 1994.
Otto anni dopo, una seconda edizione rimasterizzata, con l'aggiunta di un video MPEG del brano Chinese Rocks, venne immessa sul mercato.

### L.A.M.F.: Definitive Edition
Nel 2012 la Jungle Records ha pubblicato una nuova versione dell'album, consistente in 4 CD. Il primo disco contiene la versione dell'album pubblicata nel 1994 con il titolo The Lost '77 Mixes. Il secondo CD contiene la versione restaurata dell'originale LP Track Records. Il terzo disco comprende 13 demo, registrati in tre differenti studii di registrazione dal 1976 al 1977. Le tracce 1-4 furono incise agli SBS Studios nel gennaio 1976 con Richard Hell ancora in formazione. Le tracce 5-10 furono registrate ai Jay Nap Studios alla fine del 1976. Le tracce 11-13 furono incise nel febbraio 1977 agli Essex Studios. Infine, il quarto ed ultimo CD è una selezione di missaggi alternativi provenienti da diversi studi e diversi periodi nel 1977, scelti da una lista di 54 mix.

## Tracce

### Versione originale Track Records
- Tutti i brani sono opera di Johnny Thunders eccetto dove indicato.

1. Born Too Loose (alias Born to Lose)
2. Baby Talk
3. All By Myself (Walter Lure/Jerry Nolan)
4. I Wanna Be Loved
5. It's Not Enough
6. Chinese Rocks (Dee Dee Ramone/Johnny Thunders/Jerry Nolan/Richard Hell)[10]
7. Get Off The Phone (Walter Lure/Jerry Nolan)
8. Pirate Love
9. One Track Mind (Walter Lure/Jerry Nolan)
10. I Love You
11. Goin' Steady
12. Let Go (Johnny Thunders/Jerry Nolan)

### L.A.M.F. Revisited
- Tutti i brani sono opera di Johnny Thunders eccetto dove indicato.

1. One Track Mind (Walter Lure/Jerry Nolan)
2. I Wanna Be Loved
3. Pirate Love
4. Let Go (Johnny Thunders/Jerry Nolan)
5. Do You Love Me? (Berry Gordy, Jr.)
6. Can't Keep My Eyes On You (Walter Lure/Jerry Nolan)
7. Get Off The Phone (Walter Lure/Jerry Nolan)
8. All By Myself (Walter Lure/Jerry Nolan)
9. Chinese Rocks (Dee Dee Ramone/Richard Hell)
10. Baby Talk
11. Goin' Steady
12. It's Not Enough
13. I Love You
14. Born Too Loose (alias Born to Lose)

### L.A.M.F.: The Lost '77 Mixes

#### Disc 1
Il primo CD è la versione "finale, definitiva" di L.A.M.F. come compilato dalla Jungle Records nel 1994.
1. Born to Lose
2. Baby Talk
3. All By Myself (Walter Lure/Jerry Nolan)
4. I Wanna Be Loved
5. It's Not Enough
6. Chinese Rocks (Dee Dee Ramone/Richard Hell)
7. Get Off The Phone (Walter Lure/Jerry Nolan)
8. Pirate Love
9. One Track Mind (Walter Lure/Jerry Nolan)
10. I Love You
11. Goin' Steady
12. Let Go (Johnny Thunders/Jerry Nolan)
13. Can't Keep My Eyes On You (Walter Lure/Jerry Nolan)
14. Do You Love Me? (Berry Gordy Jr.)

#### Disc 2
Il secondo CD è una compilation di demo, outtakes, e versioni alternative.
1. Born To Lose
2. Chinese Rocks
3. Let Go
  - Le tracce 1-3 provengono dai nastri demo delle sessioni agli Essex Studios, 20-22 febbraio 1977.
4. Goin' Steady (backing track)
5. Baby Talk (backing track)
6. Pirate Love (backing track)
7. Born To Lose (backing track)
8. Chinese Rocks (backing track)
9. Do You Love Me?
  - Le tracce 4-9 sono outtakes provenienti dalle sessioni al Ramport Studio.
10. Can't Keep My Eyes On You
  - La traccia 10 è una B-side di un singolo, registrata dal vivo al club Speakeasy di Londra all'inizio del 1977.
11. Get Off The Phone (alternate mix)
  - Mixata all'Olympic Studio, 16 maggio 1977
12. All By Myself (alternate mix)
  - Mixata al Ramport Studio, data sconosciuta, 1977
13. It's Not Enough (alternate mix)
  - Mixata al Ramport Studio, 1º giugno 1977
14. One Track Mind (alternate mix)
  - Mixata al Ramport Studio, 27 giugno 1977
15. Too Much Junkie Business (Walter Lure/Johnny Thunders)
16. London Boys (Johnny Thunders/Walter Lure/Billy Rath)
  - Le tracce 15-16 sono demo incisi per la EMI Records al Riverside Studio, Londra, il 13 dicembre 1977. Questi due brani furono prodotti da Mike Thorne.

### L.A.M.F.: Definitive Edition

#### Disc one: The Lost '77 Mixes
1. Born To Loose
2. Baby Talk
3. All By Myself
4. I Wanna Be Loved
5. It's Not Enough
6. Chinese Rocks
7. Get Off The Phone
8. Pirate Love
9. One Track Mind
10. I Love You
11. Goin' Steady
12. Let Go
13. Can't Keep My Eyes On You
14. Do You Love Me?

#### Disc two: The Track LP restored
1. Born To Loose
2. Baby Talk
3. All By Myself
4. I Wanna Be Loved
5. It's Not Enough
6. Chinese Rocks
7. Get Off The Phone
8. Pirate Love
9. One Track Mind
10. I Love You
11. Goin' Steady
12. Let Go

#### Disc three: The demo session
1. I Wanna Be Loved (Mix 2)
2. Pirate Love
3. Going Steady
4. Flight (Walter Lure)
5. Born To Lose
6. Can't Keep My Eyes On You (Walter Lure/Jerry Nolan)
7. It's Not Enough
8. I Love You
9. Take A Chance (Walter Lure/Jerry Nolan)
10. Do You Love Me?
11. Let Go
12. Chinese Rocks
13. Born To Lose

#### Disc four: The alternative mixes
1. Born To Lose
  - Essex Studio, 20 febbraio
2. Born To Lose
  - Ramport Studio, 22 marzo
3. Baby Talk
  - Ramport Studio, 5 giugno
4. Baby Talk
  - Advision Studio, 15 settembre
5. All By Myself
  - Olympic Studio, 16 maggio
6. All By Myself
  - Ramport Studio, data sconosciuta
7. It's Not Enough
  - Ramport Studio, 1º giugno
8. It's Not Enough
  - Ramport Studio, 27 giugno
9. Chinese Rocks
  - Ramport Studio, 22 marzo
10. Get Off The Phone
  - Olympic Studio, 16 maggio
11. Pirate Love
  - Ramport Studio, 7 giugno
12. Pirate Love
  - Ramport Studio, 2 luglio
13. One Track Mind
  - Ramport Studio, 22 giugno
14. One Track Mind
  - Advision Studio, 10 settembre
15. I Love You
  - Ramport Studio, 11 giugno
16. Goin' Steady
  - Olympic Studio, 19 maggio
17. Goin' Steady
  - Ramport Studio, 22 luglio
18. Let Go
  - Ramport Studio, 10 giugno
19. Let Go
  - Ramport Studio, 2 luglio
20. Can't Keep My Eyes On You
  - Ramport Studio, 22 aprile
21. Do You Love Me
  - Ramport Studio, 22 luglio

## Formazione
- Johnny Thunders - voce, chitarra
- Walter Lure - voce, chitarra
- Billy Rath - basso
- Jerry Nolan - batteria, voce